# Кемпо (ера)
Кемпо (建保) је јапанска ера (ненко) која је настала после Кенрјаку и пре Џокју ере. Временски је трајала од децембра 1213. године до априла 1219. године и припадала је Камакура периоду. Владајући монарх био је цар Џунтоку.

## Важнији догађаји Кемпо ере
- 1213. (Кемпо 1, први дан првог месеца): Земљотрес у Камакури.[4]
- 1213. (Кемпо 1, једанаести месец): Фуџивара но Теика, познат и као Фуџивара но Садеие, понудио је колекцију песама из 8. века шогуну Санетомоу. Ова колекција је данас позната као Манјошу.[5]
- 1214. (Кемпо 2, други месец): Шогун Санетомо, коме је било лоше након претеривања у сакеу, осетио се боље након што му је свештеник Еисаи понудио чај.[5]
- 1214. (Кемпо 2, трећи месец): Цар је посетио храм Касуга.[5]
- 1214. (Кемпо 2, четврти месец): Група монаха са планине Хиеи запалило је централну структуру храма Енрјаку-џи. Храм је о својим трошковима поправио шогун Санемото.[5]
- 1215. (Кемпо 3, први месец): Хоџо Токимаса умире у планинама провинције Изу у својој 78 години живота.[5]
- 1215 (Кемпо 3, шести месец): Свештеник Еисаи умире у 75 години. Његови посмртни остаци покопани су у храму Кенин-џи у Кјоту.[5]
- 1215. (Кемпо 3, осми-девети месец): Осетило се неколико потреса у округу Камакура.[5]
- 1217. (Кемпо 5, осми-девети месец ): Цар посећује храмове Хирано и Охарано у близини Кјота.[6]